# Augurbussard
Der Augurbussard (Buteo augur) ist eine Vogelart aus der Familie der Habichtartigen. Er ist im äußersten Norden Südafrikas, in der Mitte und im Nordwesten Namibias (vor allem Khomashochland, Erongogebirge, Damaraland und Kaokoveld), in Simbabwe, den westlichen Bergregionen Mosambiks, in den südlich und östlich gelegenen Gebieten Sambias und in den Gebirgsregionen des östlichen Afrika bis hinauf nach Äthiopien anzutreffen.

## Beschreibung

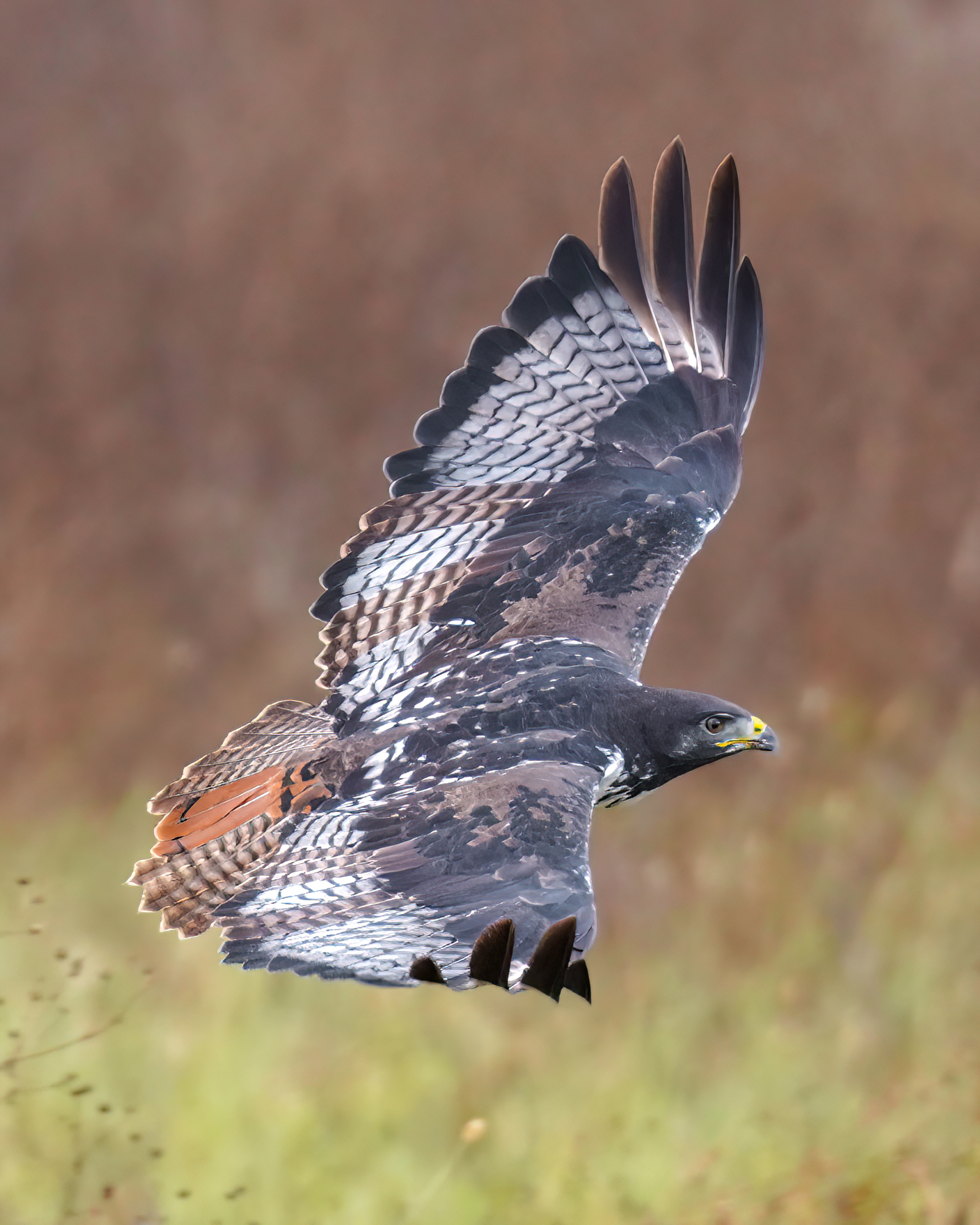
Augurbussard im Flug, Ansicht der oberen Federn

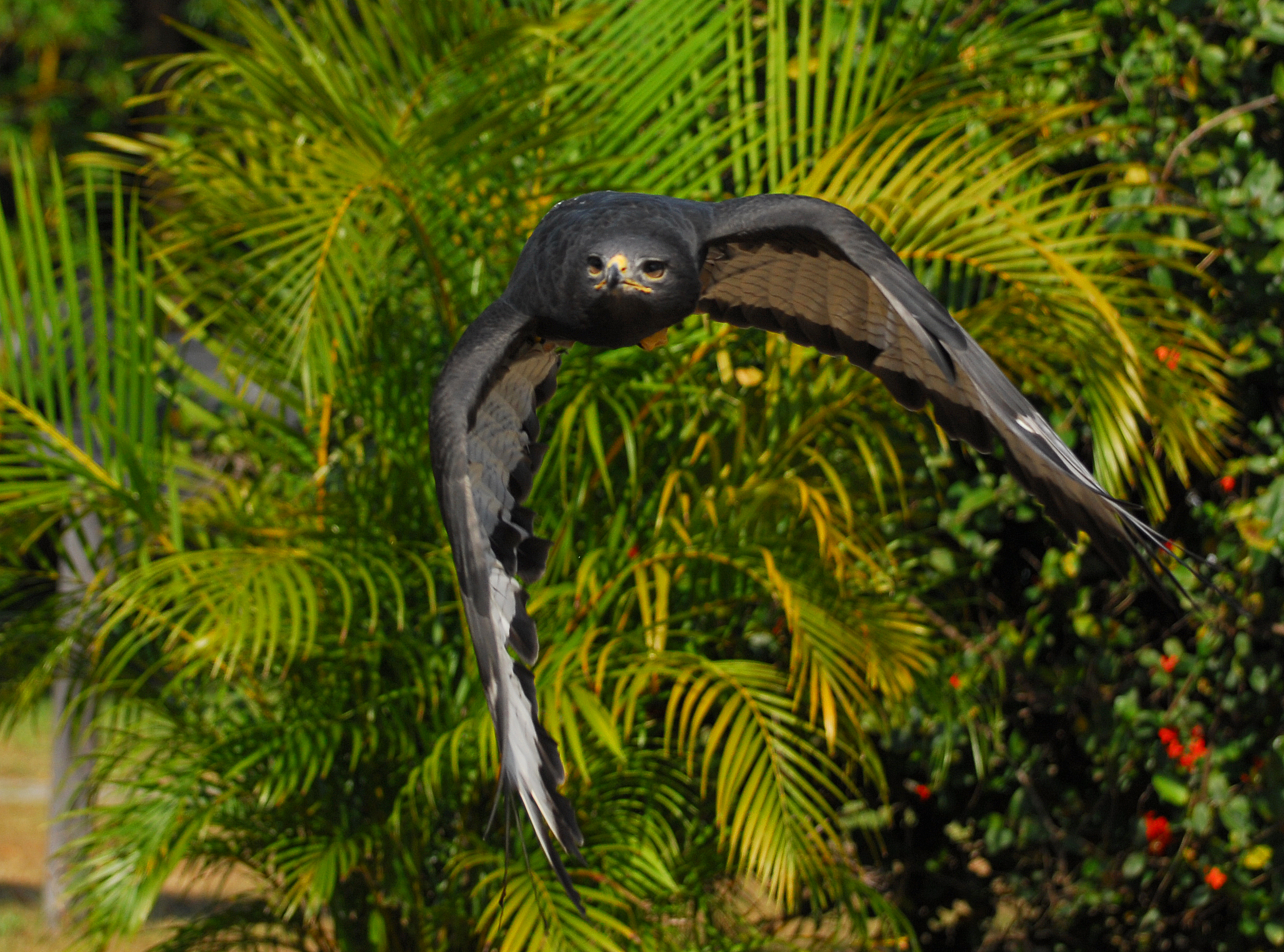
Augurbussard im Flug

Mit einem Gewicht von 1000 bis 1100 g bei männlichen und bis knapp unter 1300 g bei weiblichen Exemplaren und einer Flügellänge von etwa 450 mm ist der Augurbussard ein mittelgroßer Greifvogel.
Das Gefieder der adulten Vögel zeichnet sich durch die schwarzgraue bis schwarze, gelegentlich mit helleren Sprenkeln versehene Oberseite von Rücken, Kopf, Hals und Flügel aus. Der Bauch dagegen ist weiß-grau bis weiß, am Übergang zu Hals und Schultern schwarz-weiß gefleckt. Bürzel und Unterseite des Schwanzes sind rotbraun. Die Schwungfedern sind oberseitig schwarz-weiß gemustert. Die Unterseite der Schwingen ist, wie der Bauch weiß-grau bis weiß und an den Rändern schwarz-grau bis schwarz. Die Augen der Erwachsenen Vögel haben eine schwarze Pupille und eine schwarz-graue Iris.
Das Jugendkleid ist oberseitig braun mit grau-braunen Markierungen. Der Kopf ist grau-braun mit braunen Markierungen, die Unterseite am Hals zuerst hell grau-braun mit braunen Sprenkeln, nach unten hin immer mehr weiß-grau bis weiß. Die Unterseite der Schwingen sind an der Vorderseite ebenfalls hell grau-braun mit wenigen braunen Sprenkeln und nach hinten hin immer mehr weiß-grau zu weiß. Bürzel und Unterseite des Schwanzes sind blass-grau. Die Augen der Jungvögel haben ebenfalls schwarze Pupillen, jedoch eine blau-graue Iris.
Die Beine sind sowohl bei Jungvögeln als auch bei adulten Vögeln blass-gelb. Melanismus ist beim Augurbussard häufig anzutreffen. So sind etwa 10 % der Felsenbussarde gänzlich schwarz gefärbt, mit Ausnahme der schwarz-weiß gemusterten Schwungfedern. In dicht bewaldeten Forstgebieten und in Gegenden mit hohem Regenfall kann sich der Anteil der schwarzen Felsenbussarde auf mehr als die Hälfte der Population erhöhen.

## Habitat und Lebensweise
Als Habitat bevorzugt er felsige Gebirgslandschaften in höher gelegenen Regionen, ist aber in ariden Gebieten gelegentlich auch in Küstennähe zu finden. Er tritt einzeln oder paarweise auf. Viel Zeit verbringt dieser Bussard damit, von hochgelegenen Felsen oder von Baumkronen aus die Umgebung nach Beute abzusuchen oder im Flug nach Bewegungen am Boden Ausschau zu halten.
Der Felsenbussard ernährt sich hauptsächlich von Schlangen, Eidechsen, Kleinsäugern, kleineren Vögeln und Insekten. Ob er auch Aas und Fallwild annimmt ist nicht gesichert.

## Fortpflanzung
Brutzeit ist von Juli bis Oktober – hauptsächlich von August bis September. Das schüsselartige Nest besteht aus kleinen Ästen, hat einen Durchmesser von 56 bis 64 cm und ist etwa 15 bis 19 cm tief. Ausgepolstert ist es mit feineren Ästen und Blättern, gebaut wird es meist in Felsnischen, gelegentlich aber auch auf Bäumen oder an aus Felsnischen heraus wachsende Baumstümpfe. Das Gelege besteht aus zwei, selten auch drei blass-bläulich-weißen Eiern mit bräunlichen Sprenkeln. Die Brutdauer beträgt etwa 39 bis 40 Tage. Bebrütet wird von beiden Partnern, hauptsächlich aber vom weiblichen Vogel. Die Nestzeit beträgt 48 bis 55 Tage – die größeren Küken werden von beiden Eltern gefüttert, hauptsächlich aber von der Mutter. Größere Küken töten die jüngeren Geschwister (wenn möglich) innerhalb der ersten Woche und sind nach dem Erstflug noch bis zu sechs Wochen von den Eltern abhängig.

## Innere Systematik
Die Taxonomie dieser Spezies war bis vor kurzem umstritten und ist auch heute noch etwas verwirrend, weil einige Wissenschaftler den Felsenbussard, den Archerbussard (Buteo archeri) und den Augurbussard als Unterart ein und derselben Spezies eingestuft hatten, obgleich diese verschiedene Habitate bewohnen und auch bezüglich ihrer Stimmen und des Gefieders erhebliche Unterschiede aufweisen.